# Pamiątka (Kopana)
Pamiątka – część wsi Kopana w Polsce, położona w województwie mazowieckim, w powiecie piaseczyńskim, w gminie Tarczyn.
W latach 1975–1998 Pamiątka administracyjnie należała do województwa warszawskiego.